# Оук Гроув (Кентаки)
Оук Гроув (енгл. Oak Grove) град је у америчкој савезној држави Кентаки.

## Демографија
По попису из 2010. године број становника је 7.489, што је 425 (6,0%) становника више него 2000. године.
| Група             | 2000.         | 2010.         |
| Белци             | 4.116 (58,3%) | 4.293 (57,3%) |
| Афроамериканци    | 1.823 (25,8%) | 1.665 (22,2%) |
| Азијати           | 116 (1,6%)    | 122 (1,6%)    |
| Хиспаноамериканци | 665 (9,4%)    | 992 (13,2%)   |
| Укупно            | 7.064         | 7.489         |